# Henryk Stępień
Henryk Mikołaj Stępień (ur. 6 grudnia 1948 w Tomaszowie Mazowieckim) – polski endokrynolog, lekarz neurolog, profesor Katedry Endokrynologii Uniwersytetu Medycznego w Łodzi, w latach 1996–2002 rektor Akademii Medycznej w Łodzi.

## Życiorys
Świadectwo maturalne uzyskał w II LO im. S. Żeromskiego w Tomaszowie Mazowieckim. Studia medyczne odbył na Wydziale Lekarskim Akademii Medycznej w Łodzi w latach 1966–1972, uzyskując dyplom lekarza z wyróżnieniem. W latach 1973–1976 odbywał studia doktoranckie w Instytucie Endokrynologii AM, zakończone pomyślaną obroną rozprawy doktorskiej. Po ukończeniu studiów doktoranckich pracował w Instytucie Endokrynologii AM w Łodzi, w Zakładzie Endokrynologii Doświadczalnej i Diagnostyki Hormonalnej, kolejno na stanowiskach: starszego asystenta, adiunkta, docenta, profesora nadzwyczajnego oraz profesora zwyczajnego (od 1996). Stopień naukowy doktora habilitowanego nauk medycznych w zakresie endokrynologii Stępień uzyskał w 1984 roku na Wydziale Lekarskim AM w Łodzi, a tytuł naukowy profesora w 1992 roku.
Odbył długoterminowe staże naukowe w Stanach Zjednoczonych, w Instytucie Badań Biomedycznych Uniwersytetu Teksańskiego w Austin, pod kierunkiem biochemika, prof. Karla Folkersa, w roku 1980 i w roku 1982. W 1991 roku pracował jako visiting professor na Uniwersytecie McMaster w Hamilton, w Kanadzie, w zespole immunologa kanadyjskiego, prof. Jacka Gauldiego. W czasie swej pracy akademickiej sprawował różne funkcje kierownicze. W latach 1987–1990 pełnił funkcję prodziekana Wydziału Lekarskiego, a od 1993 do 1996 roku prorektora ds. Dydaktyki i wychowania. W 1996 roku został wybrany na stanowisko rektora Akademii Medycznej w Łodzi, którą pełnił przez dwie kadencje, do 2002 roku. Inicjator powołania przez Sejm Rzeczypospolitej Polskiej, w roku 2002 pierwszego w Polsce Uniwersytetu Medycznego (po połączeniu Akademii Medycznej i Wojskowej Akademii Medycznej w Łodzi). W latach 2008–2019 pełnił funkcje kierownika Zakładu Immunoendokrynologii oraz Katedry Endokrynologii Uniwersytetu Medycznego w Łodzi.

## Dorobek naukowy
Profesor Stępień ma rozległy dorobek naukowy, obejmujący ponad 300 publikacji, w tym 193 prace oryginalne w pełnej wersji. Znakomita większość prac tak przed, jak i po uzyskaniu tytułu profesora została opublikowana w czasopismach o zasięgu międzynarodowym. Jego działalność naukowo-badawcza koncentruje się głównie wokół zagadnień neuroimmunoendokrynologii – interdyscyplinarnej dziedziny badań, zajmującej się powiązaniami między układami nerwowym, immunologicznym i hormonalnym. W latach 2007–2012 pełnił funkcję koordynatora krajowego programu badawczego Unii Europejskiej COST ACTION. Prace badawcze prof. Stępnia były cytowane w literaturze światowej ponad 2500 razy. Stępień ma także istotne zasługi dla organizacji nauki oraz rozwoju wyższego szkolnictwa medycznego. Obszar zainteresowań naukowych profesora Stępnia obejmuje zakres badań dotyczących wpływu cytokin na czynność układu podwzgórzowo-przysadkowego, patogenezy i diagnostyki endokrynopatii o podłożu immunologicznym oraz roli neoangiogenezy w powstawaniu nowotworów gruczołów dokrewnych.
Jest członkiem wielu towarzystw naukowych w kraju i za granicą, m.in. Polskiego Towarzystwa Endokrynologicznego, Polskiego Towarzystwa Neurologicznego, Amerykańskiego Towarzystwa Endokrynologicznego, oraz Europejskiego Towarzystwa Neuroendokrynologicznego. Uczestniczy w pracach kilku komitetów redakcyjnych krajowych oraz międzynarodowych czasopism medycznych. W latach 2012–2015 pełni funkcję eksperta Narodowego Centrum Nauki w Krakowie.

## Odznaczenia i wyróżnienia
Odznaczony m.in. Odznaką Honorową Polskiego Czerwonego Krzyża (1995), Srebrnym Krzyżem Zasługi (1996), Krzyżem Kawalerskim (2005) oraz Krzyżem Oficerskim Orderu Odrodzenia Polski (2012). Wielokrotnie nagradzany nagrodami naukowymi Ministra Zdrowia, Rektora UM oraz Polskiego Towarzystwa Endokrynologicznego.